# Municipio Cobija
Das Municipio Cobija ist ein Verwaltungsbezirk im Departamento Pando im Tiefland des südamerikanischen Anden-Staates Bolivien.

## Lage im Nahraum
Das Municipio Cobija ist eines von vier Municipios der Provinz Nicolás Suárez und umfasst deren zentralen nördlichen Bereich. Es grenzt im Westen an das Municipio Bolpebra, im Süden an das Municipio Porvenir und im Osten und Norden an die Republik Brasilien.
Das Municipio erstreckt sich zwischen etwa 10° 59' und 11° 08' südlicher Breite und 68° 47' und 69° 00' westlicher Länge, seine Ausdehnung von Westen nach Osten beträgt bis zu 25 Kilometer und von Norden nach Süden bis zu 15 Kilometer.
Das Municipio umfasst neunzehn Gemeinden (localidades), der zentrale Ort des Municipios ist die Stadt Cobija mit 42.849 Einwohnern (Volkszählung 2012) in der Nordostecke des Municipios am Grenzfluss Río Acre gegenüber der brasilianischen Stadt Brasiléia.

## Geographie
Das Municipio Cobija liegt im südwestlichen Teil des Amazonasbeckens und ist geprägt durch ein feucht-tropisches Klima.
Die Temperaturschwankungen sind niedrig, sowohl im Tagesverlauf als auch im Jahresverlauf, die Jahresdurchschnittstemperatur liegt bei 25 °C. Die Luftfeuchtigkeit ist hoch, so dass es über weite Teile des Jahres immer wieder zu Starkregen kommt. Der Jahresniederschlag von rund 1750 mm liegt um mehr als Doppelte über den Niederschlägen in Mitteleuropa. Nur die Monate Juni bis August sind durch eine Trockenzeit geprägt, in der die geringen Niederschläge rasch verdunsten.

## Bevölkerung
Die Einwohnerzahl des Municipios ist zwischen 1992 und 2024 auf das Fünffache angestiegen:
| Jahr | Einwohner | Quelle       |
| ---- | --------- | ------------ |
| 1992 | 11.375    | Volkszählung |
| 2001 | 22.324    | Volkszählung |
| 2012 | 46.267    | Volkszählung |
| 2024 | 54.386    | Volkszählung |

Die Bevölkerungsdichte bei der letzten Volkszählung von 2024 betrug 135,6 Einwohner/km², der Alphabetisierungsgrad bei den über 6-Jährigen hatte sich von 92,0 Prozent (1992) auf 94,4 Prozent verbessert (2001). Die Lebenserwartung der Neugeborenen im Jahr 2001 betrug 66,9 Jahre, die Säuglingssterblichkeit hatte sich von 6,1 Prozent (1992) auf 5,1 Prozent im Jahr 2001 verbessert.
98,1 Prozent der Bevölkerung sprechen Spanisch, 5,0 Prozent sprechen Quechua und 7,8 Prozent sprechen Aymara. (2001)
24,3 Prozent der Bevölkerung haben keinen Zugang zu Elektrizität, 11,2 Prozent leben ohne sanitäre Einrichtung. (2001)
76,4 Prozent der insgesamt 4.923 Haushalte besitzen ein Radio, 71,3 Prozent einen Fernseher, 29,3 Prozent ein Fahrrad, 31,8 Prozent ein Motorrad, 14,4 Prozent ein Auto, 45,4 Prozent einen Kühlschrank, und 26,8 Prozent ein Telefon. (2001)

## Politik
Ergebnis der Regionalwahlen (concejales del municipio) vom 4. April 2010:
| Wahlberechtigte |  | Stimmen | gültig |  | MAS-IPSP | CP         | MSM   |
| --------------- |  | ------- | ------ |  | -------- | ---------- | ----- |
| 25.074          |  | 21.114  | 16.977 |  | 8.276    | 8.160      | 541   |
|                 |  | 100 %   | 80,4 % |  | 48,7 %   | 48Sena,1 % | 3,2 % |

Ergebnis der Regionalwahlen (elecciones de autoridades políticas) vom 7. März 2021:
| Wahl- berechtigte |  | Wahl- beteiligung | gültige Stimmen |  | MTS     | MAS-IPSP | CID     | PASO   | VIDA   |
| ----------------- |  | ----------------- | --------------- |  | ------- | -------- | ------- | ------ | ------ |
| 36.967            |  | 29.830            | 27.907          |  | 12.568  | 10.882   | 3.037   | 620    | 569    |
|                   |  | 80,69 %           | 93,55 %         |  | 45,04 % | 38,99 %  | 10,88 % | 2,22 % | 2,04 % |

## Gliederung
Das Municipio Cobija ist nicht weiter in Kantone (cantones) untergliedert, sondern gliederte sich bei der Volkszählung 2012 in die folgenden neunzehn Subkantone (vicecantones):
- 09-0101-0100-1 Vicecantón Cobija – 42.849 Einwohner
- 09-0101-0100-2 Vicecantón Avaroa – 295 Einwohner
- 09-0101-0100-3 Vicecantón Bella Vista – 624 Einwohner
- 09-0101-0100-5 Vicecantón Nueva Esperanza – 139 Einwohner
- 09-0101-0100-8 Vicecantón Villa Fatima – 89 Einwohner
- 09-0101-0101-0 Vicecantón Alto Bahia – 111 Einwohner
- 09-0101-0101-1 Vicecantón Nuevo Triunfo – 134 Einwohner
- 09-0101-0101-2 Vicecantón Mejillones – 128 Einwohner
- 09-0101-0101-3 Vicecantón Villa Busch (Antofagasta) – 734 Einwohner
- 09-0101-0101-4 Vicecantón Villa Rosario (Barzola) – 120 Einwohner
- 09-0101-0101-5 Vicecantón 17 de Mayo – 134 Einwohner
- 09-0101-0101-6 Vicecantón Bajo Virtudes – 94 Einwohner
- 09-0101-0101-7 Vicecantón Sujal – 124 Einwohner
- 09-0101-0101-8 Vicecantón Ponton – 40 Einwohner
- 09-0101-0101-9 Vicecantón Marapani – 44 Einwohner
- 09-0101-0102-0 Vicecantón 6 de Agosto – 444 Einwohner
- 09-0101-0102-2 Vicecantón García Linera – 109 Einwohner
- 09-0101-0102-4 Vicecantón Belmonte – 4 Einwohner
- 09-0101-0102-5 Vicecantón Nueva Santa Cruz – 51 Einwohner

## Ortschaften im Municipio Cobija
- Cobija 42.849 Einw. – Villa Busch 734 Einw. – Bella Vista 624 Einw. – 6 de Agosto 444 Einw.